# Chrysopodes nevermanni
Chrysopodes nevermanni är en insektsart som först beskrevs av Navás 1928.  Chrysopodes nevermanni ingår i släktet Chrysopodes och familjen guldögonsländor. Inga underarter finns listade i Catalogue of Life.